# Съюзна държава
Съюзната държава (на руски: Союзное государство; на беларуски: Саюзная дзяржава), неофициално известна като Съюзна държава на Русия и Беларус (на руски: Союзное государство России и Беларуси; на беларуски: Саюзная дзяржава Расіі і Беларусі), Съюз Русия-Беларус (на руски: Сою́з Росси́и и Беларуси (СРБ) е наддържавно обединение на Руската федерация и Република Беларус, с цел организирано поетапно единно политическо, икономическо, военно, митническо, валутно, правно, хуманитарно, пазарно и културно пространство.
Също така в пресата се срещат имената „Съюз на Русия и Беларус“, „Съюзна държава на Русия и Беларус“, „Съюз на Беларус и Русия“, „Съюзна държава на Беларус и Русия“. Общ празник е Денят на единството на народите на Беларус и Русия, който се чества от 2 април 1997 г.
През 2021 г. започва да се наблюдава напредък в изграждането на Съюзната държава, очаква се до 1 декември 2023 г. да се подпише споразумение за единен пазар на газ.
На 5 ноември 2021 г. президентите на Русия и Беларус Владимир Путин и Александър Лукашенко подписват указ на Съюзната държава, с който одобряват 28 програми за интеграция по въпросите на данъците, заемите, както и създаването на обединени пазари за нефт, газ и транспортни услуги.

## История
Държавно-правните отношения между Русия и Беларус са предмет на научно разглеждане. Сближаването между Република Беларус и Руската федерация е улеснено от икономическата основа на бившия СССР, по време на съществуването на която БССР става известна като „монтажния цех“ (МАЗ, БелАЗ, ММВЗ, МТЗ и други). Сближаването с Русия е една от темите, повдигнати от Александър Лукашенко по време на първите му президентски избори през юли 1994 г. След като става държавен глава, той го използва за политически и икономически пазарлъци с Москва. Функционирането и формирането на тази формация през 90-те години е възпрепятствано както от политически, така и от икономически процеси в двете държави.
На 6 януари 1995 г. е подписано споразумение за Митнически съюз, на 21 февруари 1995 г. - Договор за приятелство, добросъседство и сътрудничество за срок от 10 години. Насоката към интеграция започва след 1995 г. Периодизиране на процеса на формиране на съюза през втората половина на 90-те години, въз основа на подписването на важни споразумения:
- 1996 г. – „Споразумение за създаване на общност на Беларус и Русия“;
- 1997 г. – „Договор за Съюза на Беларус и Русия“;
- 1998 г. – „Договор за създаване на Съюзната държава“.

Оригиналният „Договор за създаване на Общността на Беларус и Русия“ (2 април 1996 г.) има международен характер и „аморфно съдържание“. Няколко години по-късно Общността се трансформира в интеграционна единица - Съюза на Беларус и Русия. Подписани са „Договорът за съюза на Беларус и Русия“ (2 април 1997 г.) и Хартата на съюза (23 май 1997 г.). В периода от 8 октомври 1998 г. до 1 януари 1999 г. е публикуван проект на Договор за създаване на Съюзната държава, който е коригиран с участието на обществени организации.
Основна стъпка е подписването на Договора за създаване на съюзната държава (8 декември 1999 г.), който се превръща в правна и политическа основа за по-нататъшна интеграция. На 26 януари 2000 г., след ратификацията на Договора от парламентите на двете страни, той влиза в сила.
На 10 септември 2021 г. в Минск на заседание на Съвета на министрите на Съюзната държава на Русия и Беларус премиерите на Русия и Беларус Михаил Мишустин и Роман Головченко подписват 28 съюзни програми и „Основните насоки за прилагане на разпоредбите на Договора за създаване на съюзната държава за 2021-2023 г."
На 5 ноември 2021 г. президентите на Русия и Беларус Владимир Путин и Александър Лукашенко подписват указ на Съюзната държава: „За основните насоки за прилагане на разпоредбите на Договора за създаване на съюзната държава за 2021-2023 г.“, като одобряват 28 интеграционни програми.

## Създаване
Първоначалното Съдружие на Русия и Беларус е създадено на 2 април 1996 г. Основата на съюза е закрепена на 2 април 1997 г. с подписването на „Договор за съюз между Беларус и Русия“, с който името е сменено на Съюз Беларус-Русия. Допълнителни договори са подписани на 25 декември 1998 г. с намерението да се осъществи по-голяма политическа, икономическа и социална интеграция.
Въпреки това естеството на този политически субект остава изключително неясно. Под натиска на собствените си политически опоненти, които се застъпват за обединението на двете държави, както и от беларуския президент Александър Лукашенко, който се опитва да върже по-слабата беларуска икономика към руската, тогавашният руски президент Борис Елцин става инициатор за създаване на сегашния съюз с цел хармонизиране на политическите и икономически различия между тези страни. Подобно предложение е направено и на казахстанския президент Нурсултан Назарбаев през 1994 г., с което се предвижда учредяването на „Евразийски съюз“, но това предложение никога не е сериозно преглеждано. Договорът за създаването на Съюзната държава на Русия и Беларус е подписан на 8 декември 1999 г. Целта е евентуално да се постигне федерация като СССР с общ президент, парламент, знаме, герб, химн, конституция, армия, гражданство, валута и др. Сегашното обединение е ратифицирано от руската Дума на 22 декември 1999 г. и от Народното събрание на Беларус на 26 януари 2000 г. – датата, на която Договорът за съюза официално влиза в сила.

## Институции и правна рамка
Договорът за създаването на Съюзната държава на Русия и Беларус създава следните институции:
- Висш държавен съвет (ВДС), най-високата власт в Съюзната държава, състояща се от президентите, министър-председателите и ръководителите на двете камари на парламентите на двете страни. Всяка държава има право на един глас в Съвета, което означава, ефективно, че всички решения трябва да се вземат с единодушие.
- Министерски съвет – съставен от министър-председателите, министрите на външните работи, икономиката, финансите на двете държави и държавния секретар на съюза.
- Двукамерен парламент, състоящ се от избираемите Камара на представителите, който съдържа 75 депутати от Русия и 28 от Беларус, избираеми от населението и Камара на съюза с еднакъв брой представители (36) от всяка държава избирани от горните камари на двата държавни парламента. Парламента на съюза никога не е бил свикван.
- Съюзен съд, състоящ се от девет съдии назначени за период от шест години. Съюзният съд не е създаден.
- Камара, контролираща изпълнението на бюджета.

Всяка държава членка запазва своя суверенитет и международно представяне, което означава, че Русия и Беларус все още напълно отговарят за собствените си вътрешни въпроси и външни отношения. Съюзната държава не може да има представителство в други международни организации или да отмени законодателни или държавни решения на нейните държави членки, освен в случаите, определени от съюзния договор. Като такава, на Съюзната държава най-много прилича на наднационална конфедерация, като Европейския съюз, Африканския съюз или Съюза на южноамериканските нации.
Павел Бородин е настоящият държавен секретар на Съюзната държава. Той беше първият назначен от Висшия държавен съвет на 26 януари 2000 г. за четиригодишен мандат. През 2004 и 2008 г. на неговия мандат беше подновен за още четири години.

## Развитие
Малко след подписването двете държави изглежда са изгубили първоначалният ентусиазъм за съюза, като първо Русия, а след това и Беларус възстановяват митническият контрол на тяхната обща граница през 2001 г. Планове за приемане на обща валута са задвижени, но се отлагат няколко пъти.
Допълнително Беларус и Русия запазват националните си символи, след като не успяват да приемат общ герб или знаме на Съюзната държава. Въпреки това, песен наречена Държавен съюз на народите (на руски: Державный союз народов; на беларуски: Дзяржаўны саюз народаў) е предложен за неофициален химн на съюза. Песента, която е модифицирана версия на химна на СССР, се отнася за съюз с повече от сегашните държави.

### Обща валута
Първоначално беларуският президент Александър Лукашенко обещава да представи обща валута на 1 януари 2004. Валутата не е въведена, и на планът се връща назад с една година. На 1 януари 2005 г. Съюзната държава отново не успява да въведе общата валута, и тя отново бе отложена с една година, когато през 2006 г., случи същото. По време на пресконференция в Минск на 2 февруари 2006 г., Пьотър Прокопович, началник на Националната банка на Беларус, обяви, че общата валута да бъде приета през 2007 година. Това обаче не стана и през 2007. От 2008 г. националната банка на Република Беларус обяви, че беларуската рубла ще бъде обвързана с американският долар вместо руската рубла.

### Гражданство и миграция
Въпреки че иначе е далеч от държава или съюз Съюзната държава има по свой собствен начин общо гражданство. Въпреки че, гражданите на Русия и Беларус притежават паспорти от съответните им държави, те имат право да работят и пребивават в двете страни, без процедурите за имиграция или работна виза, изисквани от чуждестранни граждани.

### Армия
От 10 февруари 2009 г. Русия и Беларус са завършили първия етап на съвместни военни програми за обучение на офицери, предназначени за интегриране на военните структури на двете страни. Този военен колектив се нарича „Регионална група сили на Беларус и Русия“. Целта на тези действия е да се осигури единно обучение, практика и прилагане на военните интереси на двете държави и са насочени към стратегически и бойни обучения през февруари и март 2009 година.

### Знаме и герб
От учредяването на Съюза на Русия и Беларус през 1997 г. не е имало официално приемане на държавно знаме или герб.
2 предложения са направени за знаме на съюза. Те са изменен вариант на Знамето на Съветския съюз. И в двата случая 2 звезди са поставени в кантона на знамето, за да представляват двете страни на съюза. 
Предложен е герб в модификация на двуглавия орел, държащ текущите гербове на Русия и Беларус.

### Проблем с ДДС
Беларус и Русия събират данъка добавена стойност, предназначен за финансиране на Съюзната държава, в страната на произход, а от 1 януари 2005 г., ДДС се събира в страната на местоназначението, както е в повечето други независими страни по света. Тази промяна води до значителна степен на объркване и е прекъсва много търговски операции между Беларус и Русия. На 10 февруари 2005 г., частните предприемачи в Беларус организират еднодневна предупредителна стачка, протестирайки срещу новата схема за ДДС между двете страни и икономическата политика на Лукашенко.

### Възможно разширяване
- Абхазия: e наблюдател на парламентарните заседания.[12] В неформални изказвания премиерите на Абхазия и Южна Осетия, признати от Русия, Никарагуа, Венецуела и Науру, но и Беларус обяви намерението си да ги последват, изразяват интерес за присъединяване към съюза. Няма формални искания за момента.
- Казахстан изразява интерес за сформиране на митнически съюз с Русия и Беларус до 2010.[13] От Казахстан съобщават че може да се присъединят към Съюзната държава след време.[13]
- Киргизстан, към юни 2007, опозицията в Киргистан, която е заключена в политически смут, инициира национален референдум за присъединяване на Киргизстан към съюза на Русия и Беларус.[14]

- Молдова: През 2001, президента на Молдова Владимир Воронин, заявява веднага след избирането си, че има интерес към присъединяването на Молдова към съюза.[15][16] С идването на власт на Алиансът за европейска интеграция през 2009 молдовските интереси се преместват към Европейския съюз.
- Сърбия: През 1999 парламента на Федерална република Югославия гласува присъединяването на държавата към съюза. През 2007 Томислав Николич заявява в своя реч, че иска Сърбия да зазрави връзките си и евентуално да се присъедини към Съюзната държава.[17]
- Украйна: На 30 март 2010 е анонсирано от президента Виктор Янукович, че Украйна може да се присъедини към Съюзната държава.[18]
- Южна Осетия e наблюдател на парламентарните заседания.[12] В неформални изказвания премиерите на Абхазия и Южна Осетия, признати от Русия, Никарагуа, Венецуела и Науру, но и Беларус обяви намерението си да ги последват, изразяват интерес за присъединяване към съюза. Няма формални искания за момента.
- Приднестровие: в приднестровския референдум през 2006 97,2 % от населението гласува за присъединяване на Приднестровието към Русия,

### Подновен интерес
На 15 декември 2006 г. разговорите около Съюзната държава се засилват. Към януари 2007, обаче, разговорите се забавят, тъй като президента на Беларус Лукашенко заявява че: „Руските лидери искат ние да се присъединим към Руската федерация – това е което е в главите на руските лидери. Аз не искам да погребвам суверенитета и независимостта на Беларус.“
Въпреки това, на 19 октомври 2007 г., на руския премиер Виктор Зубков обяви, че бюджетът на Съюзната държава „ще нарасне с не по-малко от десет процента през следващата година, както и че растежът ще осигури достойно финансиране на общите ни проекти.“ Това доведе до спекулации, че руското правителство са подновили интереса си към идеята.
Среща между президента на Беларус Лукашенко, министър-председателя на Русия Владимир Путин и държавния секретар на съюза Павел Бородин е проведена в Минск на 13 – 14 декември 2007 г. Тази среща получава значителна част от вниманието на медиите и повдигна спекулациите, че Съюзната държава може наистина да бъде в центъра на една нова инициатива на двете правителства. От първостепенен интерес е подновено обсъждане на съюзния парламент (който, въпреки че е планиран, никога не е бил действително реализиран) и Конституционен акт на Съюзната държава, инструмент, който може потенциално да засили авторитета на Съюза. Според държавният секретар Бородин, пет варианта на този акт са били обсъдени на срещата, всяка от които е свързано със 7 – 10 годишен преходен период в развитието на Съюза. Търговията и енергийни въпроси също са обсъдени.
На 27 май 2008 г. президентът Лукашенко, в настоящата му длъжност на председател на Върховния държавния съвет номинира тогавашния руски премиер и бивш президент Владимир Путин за председател на Министерския съвет. Този ход повдига спекулациите, че съюзът е на път да претърпи значителна политическа трансформация като средство за политическите цели на Путин, след като конституционно е невъзможно той да се кандидатира за трети пореден мандат като президент на Русия през 2008 г. До този момент най-видим и може би важен чиновник на съюза е държавният секретар, който ръководи ежедневно дейността на съюза. В същото заседание държавният секретар Бородин заявява, че през 2009 г. съюзният държавен бюджет ще бъде около 6 – 7 милиарда руски рубли, което е увеличение от над 2 милиарда рубли от 2008 г.